# شان يو
شين يوي 
شين يوي هي ممثلة ومغنية صينية ولدت في 27 فبراير 1997.بدأت مشوارها التمثيلي في 2017.

و تعتبر من ثلاثة العمالقة الصينيين عالميا
(شين يوي- ديلان وانغ -لين يي)
حساب الانستغرام الخاص بها @shenyueyeah

## روابط خارجية
- شان يو على موقع IMDb (الإنجليزية)
- شان يو على موقع قاعدة بيانات الفيلم (الإنجليزية)